# Searoad Mersey II
Die Searoad Mersey II ist eine mit Flüssigerdgas (LNG) betriebene RoRo-Fähre, die Anfang November 2016 von der Flensburger Schiffbau-Gesellschaft (FSG) an das australische Unternehmen SeaRoad Shipping Pty Ltd ausgeliefert wurde.

## Geschichte
Das Schiff ist das erste mit LNG als Treibstoff betriebene Schiff der Welt, bei dem LKW-Anhänger als Tanks verwendet werden. Es wurde von SeaRoad im Mai 2014 bestellt, um vom Heimathafen Devonport auf Tasmanien den Fährbetrieb zum australischen Festland durchzuführen. SeaRoad wurde als Familienunternehmen in den 1890er Jahren gegründet. Im Laufe der Jahre erweiterte das Unternehmen seine Geschäftstätigkeit durch organisches Wachstum und Akquisitionen im Versand-, Logistik- und Speditionsbereich sowohl im Straßen- als auch Wasserverkehr.
Die Geschäftstätigkeit von SeaRoad Shipping umfasst die Beförderung von Containern, Anhängern, Reefern (Kühlaggregaten) und Autos auf den bisherigen RoRo-Schiffen Searoad Tamar und Searoad Mersey. Diese Flotte wird seit Ende 2016 durch die Searoad Mersey II mit seinem umweltfreundlichen Flüssiggas-Antrieb ergänzt.
Bei Bewährung der Searoad Mersey II ist ein Schwesterschiff geplant, um mit diesem die Searoad Tamar durch eine umweltfreundliche Fähre zu ersetzen. Nach der Fertigstellung machte sich das Schiff via NOK auf dem Weg nach Australien.

## Schiffsbeschreibung
Die Searoad Mersey II ist rund 181,5 m lang, 26,6 m breit und ist mit einem Tiefgang von 6,3 m mit 25.410 BRZ vermessen.

### Anordnung der Ladungsdecks und Deckshaus
Das Schiff ist mit drei Decks und zwei Rampen mit insgesamt 1.960 Meter Stellfläche für rollende Ladung ausgestattet. Das Hauptdeck hat Stellflächen für 295 TEU auf Trailern, das untere Deck für 160 TEU auf Trailern und das unterste Deck (car deck) hat Platz für 110 Autos.  Das Deckshaus mit der Brücke, dem Maschinenraum, den Messen, Aufenthaltsräumen, Kabinen und der Kombüse ist in der hinteren Hälfte des Schiffes.

### Antriebsanlage
Zum Antrieb dienen zwei mittelschnelllaufende Viertakt-Dieselmotoren vom Typ MaK 8M46DF mit jeweils 7.200 kW Nennleistung bei 500/min, die jeweils über ein Untersetzungsgetriebe auf einen Verstellpropeller wirken. Jeder dieser Antriebsdieselmotoren treibt außerdem einen Wellengenerator mit 1.500 kVA Scheinleistung an. Beide Motoren verleihen dem Schiff die Nenngeschwindigkeit von 20 kn bei 0,85 MCR (12.240 kW). Zwei Bugstrahlruder mit jeweils 1.000 kW elektrischer Antriebsleistung verbessern die Manövrierfähigkeit.
Zur Stromversorgung stehen neben den Wellengeneratoren zwei Dieselgeneratoren vom Typ MaK 6M34DF mit jeweils 3.100 kVA Nennscheinleistung bei 720/min zur Verfügung. Das elektrische Bordnetz dient zur Versorgung des Schiffshilfsbetriebes, der Bugstrahlruder und der 150 Steckdosen für die Kühltrailer und Kühlcontainer auf den Ladedecks.
Diese Dieselmotoren sind für den Betrieb mit Erdgas eingerichtet (Dual-Fuel). Dabei wird eine kleine Menge Diesel eingespritzt um das Gas-Luft-Gemisch zu zünden
Ein zusätzliches Diesel-Notstromaggregat mit 1120 kVA ist nicht für den Gasbetrieb eingerichtet.
Eine Besonderheit bei diesem Fährschiff ist die Anordnung der LNG-Tanks an Bord auf Anhängern.